# Менхгоф
Менхгоф (нім. Mönchhof) — громада округу Нойзідль-ам-Зее у землі Бургенланд, Австрія.
Менхгоф лежить на висоті  131 м над рівнем моря і займає площу  33,6 км². Громада налічує 2292 мешканців. 
Густота населення 68/км².  
|                                  |
| Менхгоф на мапі округу та землі. |

 Адреса управління громади:  7123 Mönchhof. 

## Демографія
Історична динаміка населення міста за даними сайту Statistik Austria

## Виноски
1. ↑  Dauersiedlungsraum der Gemeinden Politischen Bezirke und Bundesländer - Gebietsstand 1.1.2018 — Статистичне управління Австрії.
2. ↑  Einwohnerzahl 1.1.2018 nach Gemeinden mit Status, Gebietsstand 1.1.2018 — Статистичне управління Австрії.
3. ↑  www.moenchhof.at. Архів оригіналу за 14 червня 2021. Процитовано 6 липня 2021.
4. ↑  Gemeindedaten von Mönchhof. Архів оригіналу за 4 грудня 2015. Процитовано 21 жовтня 2013.

| Австрія | Це незавершена стаття з географії Австрії. Ви можете допомогти проєкту, виправивши або дописавши її. |